# Onjon
Onjon és un municipi francès situat al departament de l'Aube i a la regió del Gran Est. L'any 2007 tenia 244 habitants.

## Demografia

### Població
El 2007 la població de fet d'Onjon era de 244 persones. Hi havia 104 famílies de les quals 28 eren unipersonals (20 homes vivint sols i 8 dones vivint soles), 32 parelles sense fills, 40 parelles amb fills i 4 famílies monoparentals amb fills.
La població ha evolucionat segons el següent gràfic:
Habitants censats

### Habitatges
El 2007 hi havia 116 habitatges, 101 eren l'habitatge principal de la família, 6 eren segones residències i 9 estaven desocupats. Tots els 116 habitatges eren cases. Dels 101 habitatges principals, 88 estaven ocupats pels seus propietaris, 10 estaven llogats i ocupats pels llogaters i 3 estaven cedits a títol gratuït; 6 tenien dues cambres, 12 en tenien tres, 24 en tenien quatre i 59 en tenien cinc o més. 90 habitatges disposaven pel capbaix d'una plaça de pàrquing. A 46 habitatges hi havia un automòbil i a 43 n'hi havia dos o més.

### Piràmide de població
La piràmide de població per edats i sexe el 2009 era:
| Homes | Edats   | Dones |
| ----- | ------- | ----- |
| 0     | 95 o +  | 0     |
| 0     | 90 a 94 | 0     |
| 0     | 85 a 89 | 0     |
| 4     | 80 a 84 | 8     |
| 8     | 75 a 79 | 16    |
| 0     | 70 a 74 | 4     |
| 4     | 65 a 69 | 12    |
| 8     | 60 a 64 | 0     |
| 0     | 55 a 59 | 8     |
| 8     | 50 a 54 | 0     |
| 20    | 45 a 49 | 16    |
| 12    | 40 a 44 | 4     |
| 4     | 35 a 39 | 12    |
| 4     | 30 a 34 | 8     |
| 8     | 25 a 29 | 4     |
| 4     | 20 a 24 | 8     |
| 8     | 15 a 19 | 4     |
| 16    | 10 a 14 | 8     |
| 0     | 5 a 9   | 8     |
| 8     | 0 a 4   | 4     |

## Economia
El 2007 la població en edat de treballar era de 142 persones, 117 eren actives i 25 eren inactives. De les 117 persones actives 108 estaven ocupades (64 homes i 44 dones) i 9 estaven aturades (4 homes i 5 dones). De les 25 persones inactives 8 estaven jubilades, 10 estaven estudiant i 7 estaven classificades com a «altres inactius».

### Ingressos
El 2009 a Onjon hi havia 104 unitats fiscals que integraven 267,5 persones, la mediana anual d'ingressos fiscals per persona era de 17.561 €.

### Activitats econòmiques
Dels 8 establiments que hi havia el 2007, 1 era d'una empresa alimentària, 3 d'empreses de fabricació d'altres productes industrials, 1 d'una empresa de construcció, 1 d'una empresa de comerç i reparació d'automòbils i 2 d'empreses de serveis.
Dels 3 establiments de servei als particulars que hi havia el 2009, 2 eren tallers de reparació d'automòbils i de material agrícola i 1 fusteria.
L'únic establiment comercial que hi havia el 2009 era una carnisseria.
L'any 2000 a Onjon hi havia 20 explotacions agrícoles.

## Equipaments sanitaris i escolars
El 2009 hi havia una escola maternal integrada dins d'un grup escolar amb les comunes properes formant una escola dispersa.

## Poblacions més properes
El següent diagrama mostra les poblacions més properes.